# Cykl glukozowo-alaninowy

alanina

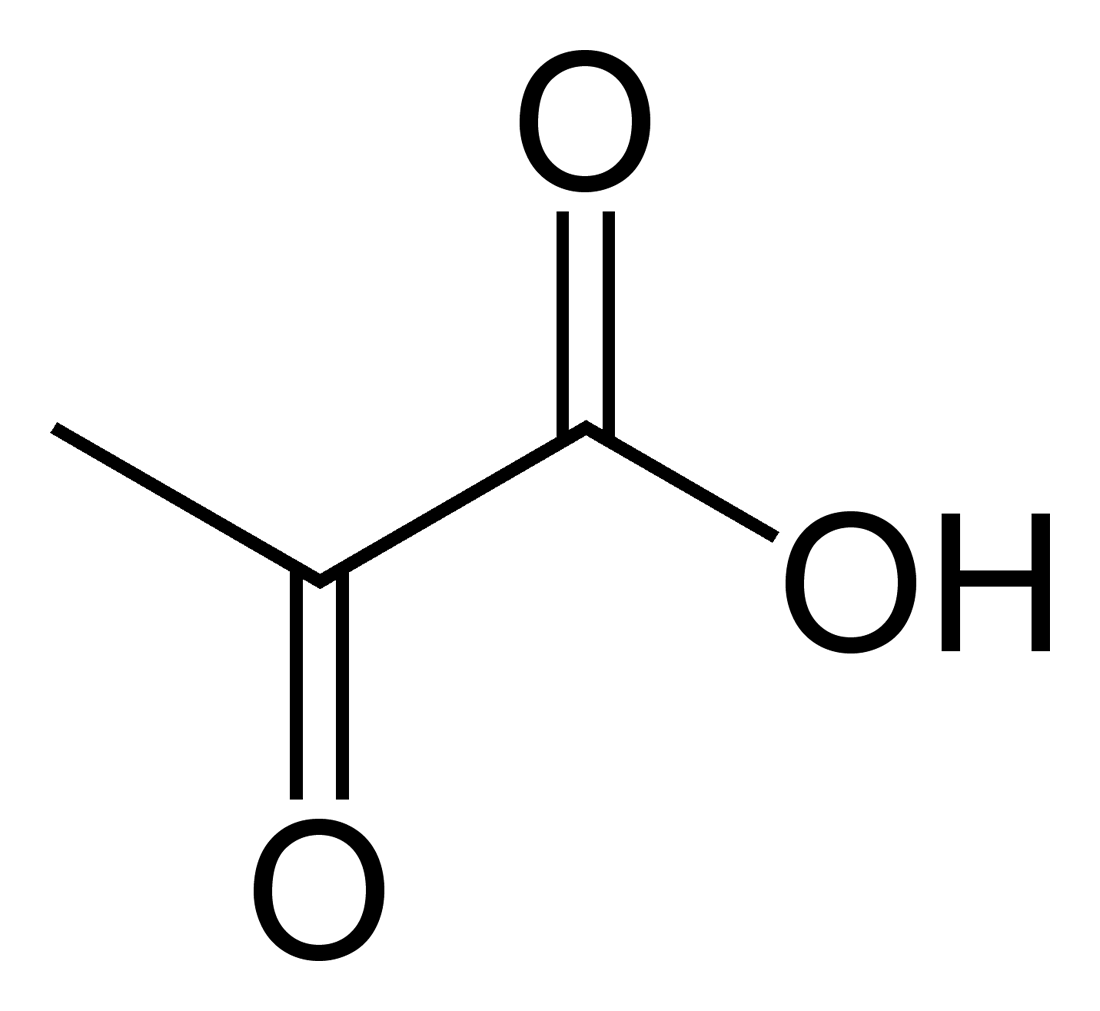
kwas pirogronowy / pirogronian

glukoza

Cykl glukozowo-alaninowy – cykl metaboliczny, w którym glukoza i alanina krążą pomiędzy wątrobą i mięśniami. Jest on analogiczny do szerzej znanego cyklu kwasu mlekowego.
Jednym z głównych źródeł energii w tkance mięśniowej jest glikogen. Ponieważ nie występuje w niej enzym glukozo-6-fosfataza, utworzony z glikogenu mięśniowego (poprzez związek pośredni glukozo-1-fosforan) glukozo-6-fosforan może zostać wykorzystany jedynie w obrębie komórki, w której powstał, ufosforylowana cząsteczka glukozy nie może bowiem przebyć błony komórkowej. Jednakże atomy węgla wchodzące w skład glikogenu mięśniowego mogą się znaleźć w krążącej we krwi glukozie.
Glukozo-6-fosforan wchodzi na szlak glikolizy, którego produktem jest pirogronian. Związek ten, reagując z aminokwasem, może zostać dzięki aminotransferazie (transaminazie) przekształcony w aminokwas alaninę, grupa karbonylowa z drugiego atomu węgla pirogronianu przeniesie się zaś w miejsce byłej grupy aminowej (−NH
2) poprzedniego aminokwasu, co uczyni z niego ketokwas. Dodatkowo kolejne porcje alaniny mogą pochodzić z białek, których w sytuacji przedłużającego się głodu mięsień używa jako źródło energii.
Powstała w tkance mięśniowej alanina przedostaje się do krwi, a razem z nią do wątroby.
Tam po raz drugi ulega transaminacji, ponownie z aminokwasu stając się ketokwasem (pirogronianem). Grupa aminowa zostaje przekazana na inny ketokwas który w reakcji tej staje się aminokwasem. Pirogronian dzięki ATP z β-oksydacji może zostać, zwłaszcza w okresie niedoboru glukozy we krwi, przekształcony ponownie w heksozę na drodze glukoneogenezy. Powstający glukozo-6-fosforan jest hydrolizowany do glukozy i fosforanu nieorganicznego, w komórkach wątroby. Glukoza opuszcza hepatocyty i z krwią udaje się do tkanek, w których jest na nią zapotrzebowanie. Może w ten sposób wrócić do mięśni, by cykl się zamknął, jednakże znacznie bardziej potrzebna jest w mózgu i erytrocytach, które nie korzystają z kwasów tłuszczowych jako źródła energii.

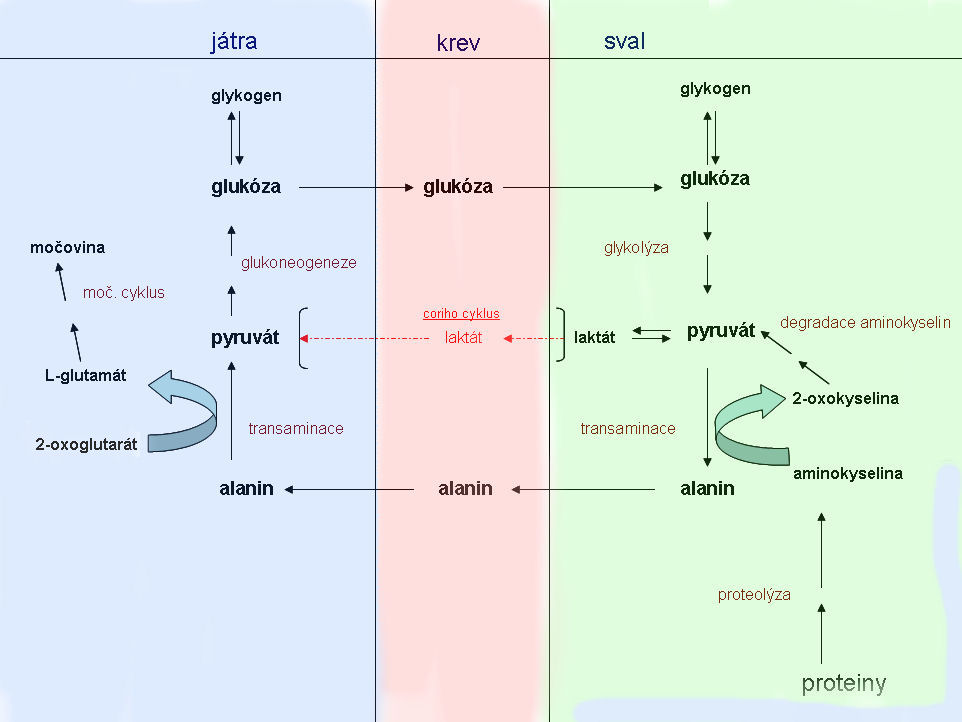